# Sonnay
Sonnay é uma comuna francesa na região administrativa de Auvérnia-Ródano-Alpes, no departamento de Isère. Estende-se por uma área de 14,17 km². Em 2010 a comuna tinha 1 268 habitantes (densidade: 89,5 hab./km²).